# Polypodium laevigatum
Polypodium laevigatum là một loài thực vật có mạch trong họ Polypodiaceae. Loài này được Cav. miêu tả khoa học đầu tiên năm 1801.